# Towutimeer
Het Towutimeer (Indonesisch: Danau Towuti) is een meer in Zuid-Sulawesi, Indonesië. Omringd door bergen is het het grootste meer van Sulawesi en een van de vijf Malili meren. De stad Laronda ligt aan het meer.